# Soka Gakkai

Hachiyourenge

Soka Gakkai (Japans: 創価学会, Sōka Gakkai, met SoKa: waarde creëren en Gakkai: vereniging) is een Japanse organisatie, die met haar overkoepelende organisatie Soka Gakkai International (SGI) inmiddels rond de 12 miljoen leden heeft in 192 verschillende landen en gebieden. De Soka Gakkai Internationaal is een wereldwijde beweging van mensen die op basis van het boeddhisme van Nichiren Daishonin, de leer van Nam Myo-Ho RenGe Kyo, iedereen aanmoedigen het beste uit zichzelf te halen. SGI-leden geloven dat werkelijk geluk een diepe vreugde is die je ervaart als je in staat bent om onder alle omstandigheden waarde te creëren en nooit op te geven. In feite wordt de dagelijkse uitdagingen als middel gebruikt om het innerlijk leven te ontwikkelen en te verdiepen. Echt geluk wordt gezien als het resultaat van inzet om het allerbeste uit de mens te halen, namelijk wijsheid, compassie, moed en vitaliteit.

## Geschiedenis
Leden van SGI beoefenen de leer van Nichiren Daishonin, een priester die in 1222 in Japan werd geboren. Hij onderwees dat het reciteren van Nam Myo-Ho RenGe Kyo, de titel en essentie van de Lotussoetra, de beoefening is die mensen in staat stelt verlichting te bereiken. Een van de grote doelen van het boeddhisme is dat alle levende wezens gelukkig worden en dat de mens zich bewust wordt van de onschendbaarheid en respectwaardigheid van het leven zelf.
In de boeddhistische leer staat de wet van oorzaak en gevolg centraal. Deze wet stelt dat iedere oorzaak die men legt (in gedachte, woord of daad) een effect creëert in ieders eigen leven en dat van de eigen omgeving. Door geloof en beoefening kan men het innerlijk veranderen. De leden ontwikkelen de kwaliteiten die nodig zijn voor persoonlijke ontplooiing en willen daarmee bijdragen aan de positieve ontwikkeling van de samenleving.
Nichiren Daishonins boeddhisme is in Japan 700 jaar lang van generatie op generatie doorgegeven. Tot op 18 november 1930 de Soka Gakkai (Organisatie voor het Creëren van Waarde) werd opgericht door de pedagogen Tsunesaburo Makiguchi (1871-1944) en Josei Toda (1900-58).
Het boeddhisme is 2500 jaar geleden ontstaan op het Indiase subcontinent. Deze leer is afkomstig van Shakyamuni, ook wel bekend als Gautama Siddhartha. Shakyamuni zette zich in om het middel te vinden waarmee de mens kan worden bevrijd van het universele lijden door geboorte en dood, een middel om geesteskracht te ontwikkelen. Zijn leerstellingen werden later gebundeld in soetra's. Na zijn dood ontstonden er vele boeddhistische scholen die zijn leerstellingen verspreidden.
De Lotussoetra staat hoog aangeschreven in de Mahayana-traditie die Oost-Azië bereikte. Hierin ligt nadruk op het bodhisattva-ideaal (het streven naar verlichting van zichzelf en anderen), en wordt uitgelegd dat alle mensen de levensstaat van Boeddhaschap bezitten. Nichiren Daishonin, een Japanse priester in de 13e eeuw, vond dat Shakyamuni's intentie en mededogen het volledigst tot uitdrukking komen in de Lotussoetra.

### Korte geschiedenis van Nichiren
Tijdens de Japanse Kamakura periode ontwikkelde de boeddhistisch opgeleide monnik Nichiren (1222- 1282) zijn eigen leer , gebaseerd op de Chinese Tendai school en sterk geïnspireerd door de Lotussoetra. Hij werd geboren in een tijd van grote politieke onrust die veel leed onder de Japanse bevolking veroorzaakte. Daarom was volgens Nichiren de in die tijd gangbare stroming, het eerder afstandelijke esoterische boeddhisme,niet meer toereikend om religieuze steun en troost te bieden aan zijn aanhangers. Uit zijn eigen leer ontstonden verschillende nieuwe stromingen. Eén daarvan, Nichiren Shōshū, heeft later Soka Gakkai in sterke mate beïnvloed.

### Presidenten

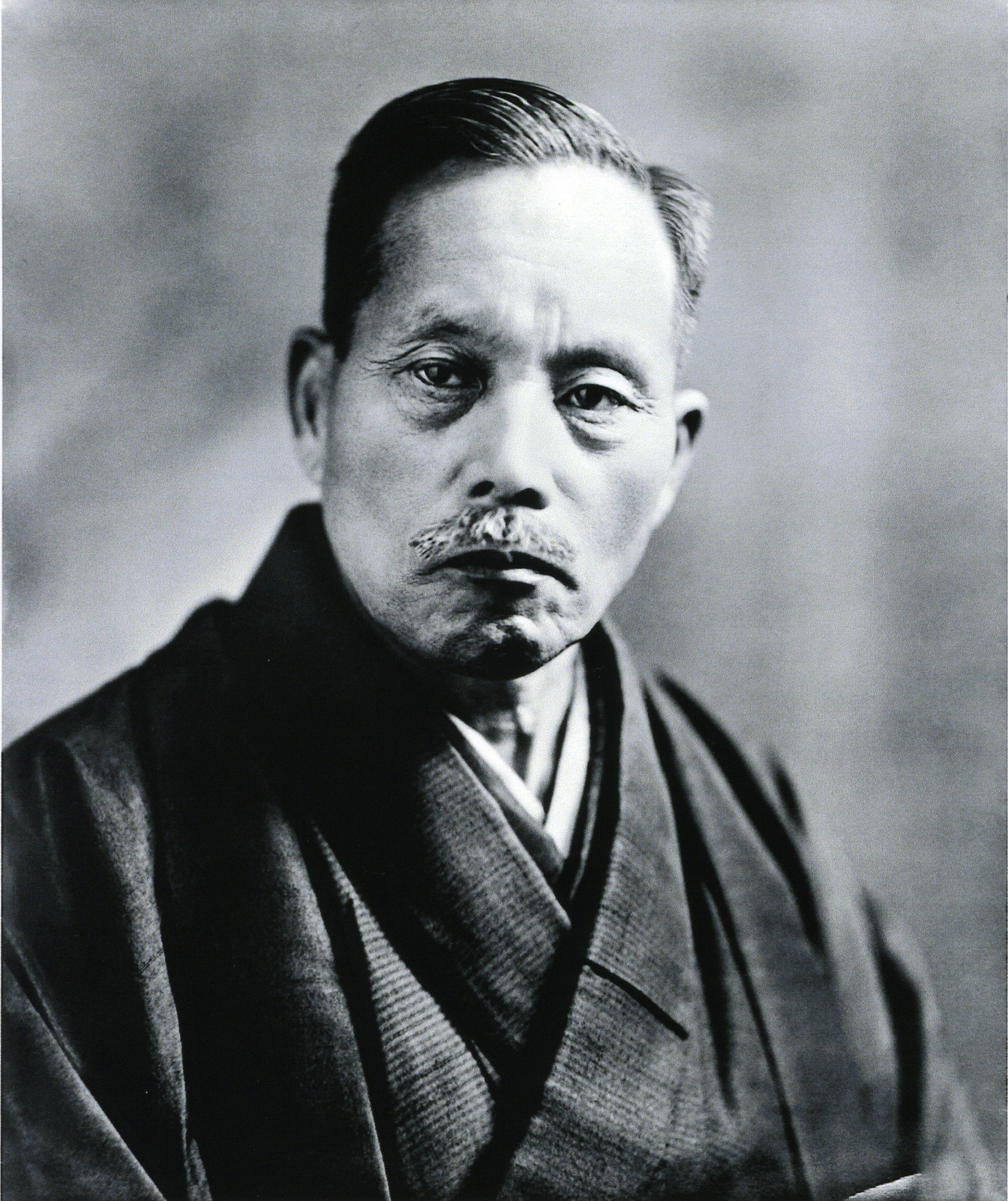
Tsunesaburō Makiguchi, eerste president Soka Gakkai

In 1928 was Tsunesaburo Makiguchi in aanraking gekomen met het Nichiren-boeddhisme en vond daarin een holistische filosofie die overeenkwam met zijn eigen denkwijze. In 1930 stichtte hij samen met zijn jongere collega Josei Toda de Soka Kyoiku Gakkai, Genootschap voor Waardecreërende Educatie (de voorloper van de Soka Gakkai). Doordat Makiguchi een dieper inzicht kreeg in Nichiren Daishonin's leerstellingen, werd de reikwijdte van de Soka Gakkai breder: van een beweging voor onderwijskundige hervorming naar een organisatie voor het creëren van een vreedzame samenleving door de innerlijke revolutie van het individu. Hierdoor bracht Makiguchi de oorspronkelijke instelling en bedoeling van Nichiren Daishonin tot leven en maakte het Nichiren-boeddhisme toepasbaar voor een hedendaags publiek.
Tijdens de Tweede Wereldoorlog trachtte de militaristische regering in Japan trouw af te dwingen aan de keizer en aan hun oorlogsinspanningen door de mensen ertoe te brengen het shintoïsme als staatsgodsdienst te aanvaarden. Makiguchi weigerde een compromis te sluiten ten aanzien van de leer van Nichiren Daishonin. Hiervoor werd hij in 1943 gevangengezet. Ondanks martelingen en ondervragingen weigerde hij zijn boeddhistisch geloof op te geven en op 18 november 1944 stierf hij in het Huis van Bewaring te Tokio.

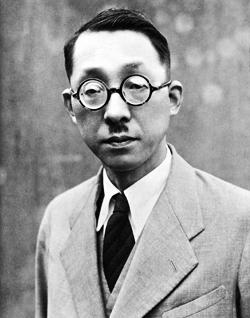
Jōsei Toda, tweede president Soka Gakkai

Josei Toda, die Makiguchi beschouwde als zijn leermeester in het leven, belandde eveneens in de gevangenis. Hij overleefde het en werd in juli 1945 vrijgelaten. Toda besefte tijdens zijn gevangenschap, dat deze moderne tijd die ‘periode van conflicten’ is waarvoor de Lotussoetra een oplossing zou brengen. Ondanks zijn zwakke lichamelijke conditie ging hij onmiddellijk aan de slag om de lekenorganisatie opnieuw op te bouwen en gaf haar de nieuwe naam ‘Soka Gakkai’. Onder druk van de overheid was het ledental sterk teruggelopen. Hij werkte Makiguchi’s theorie en filosofie van het creëren van waarde (soka) verder uit en verspreidde het Nichiren-boeddhisme in Japan. Onder zijn leiderschap groeide de beweging dermate uit, dat bij zijn overlijden in 1958 het ledental meer dan 750.000 huishoudens omvatte.
Een belangrijke publicatie van de beweging werd het 50-delige werk Senso o shiranai sedai e (Aan de generaties die geen oorlog kennen), een verzameling van aangrijpende verslagen van overlevende burgers en militairen van de Japanse deelname aan de Tweede Wereldoorlog. Een bloemlezing hieruit zou in 1978 verschijnen in een Engelse vertaling onder de titel Cries for Peace - Experiences of Japanese Victims of World War II
Josei Toda's leerling Daisaku Ikeda werd op 3 mei 1960 de derde president van de Soka Gakkai; hij was toen 32 jaar. Dankzij Ikeda’s visie werd op 26 januari 1975 op het eiland Guam de Soka Gakkai Internationaal (SGI) opgericht. Daisaku Ikeda werd haar eerste president.
Daisaku Ikeda baande als president van de SGI de weg naar de wereldwijde verspreiding van het Nichiren-boeddhisme. Dit in de overtuiging dat dit humanistische boeddhisme zal bijdragen tot een grotere bewustwording van de waardigheid van het leven. In 1983 ontving hij de vredesprijs van de Verenigde Naties; daarna volgden vele academische eerbewijzen en ereburgerschappen, de Internationale Tolerantieprijs van het Simon Wiesenthal Center en de Humanitaire Prijs Rosa Parks.

## Filosofie
De filosofie waarop de SGI zich baseert is een praktische filosofie met het doel mensen bewust te laten worden van hun oneindige potentieel en de grote waarde van hun eigen leven. Het beoefenen van dit boeddhisme zorgt volgens SGI voor een grote innerlijke verandering, waardoor angst in moed, misleidende gedachten in wijsheid en egoïsme in compassie verandert.
Dit boeddhisme zet eigenlijk de persoon centraal die verantwoordelijkheid neemt voor zijn eigen leven en actie onderneemt, waardoor zijn eigen leven verandert en hij ook in zijn omgeving en onder zijn relaties zijn geleidelijk toenemende wijsheid, moed en compassie verbreidt.
De leden organiseren lokale en internationale meetings om zo hun directe en indirecte omgeving te veranderen en ook Shakubuku te doen: het introduceren van nieuwe leden tot het Nichiren-boeddhisme zodat ook deze leden uiteindelijk de Gohonzon kunnen ontvangen, het voorwerp van devotie in het Nichiren-boeddhisme, en ook aan hun oneindige geluk kunnen werken. De Gohonzon is vergelijkbaar met het kruis in het christendom, of beeldjes van goden. In het boeddhisme wordt de Gohonzon beschouwd als de belichaming van het leven en de oneindige mogelijkheden die men heeft.
De SGI is van mening dat culturele activiteiten en uitwisselingen een ideale manier zijn om banden van vriendschap tussen mensen van verschillende culturen en nationaliteiten tot stand te brengen. Culturele en muzikale evenementen dragen bij aan wederzijdse waardering voor het diverse culturele erfgoed en helpt de band van mens tot mens te versterken, wat de basis is voor een vreedzame wereld.

### Menselijke revolutie
De kern van de filosofie die de SGI uitdraagt, kan worden samengevat in het concept ‘menselijke revolutie’, wat duidt op een fundamentele verandering in de prioriteiten die de mens stelt, op basis van de idee dat een verandering in de lotsbestemming van een enkel individu de lotsbestemming van de hele mensheid kan veranderen. Dit vormt het hoofdthema van president Ikeda’s romanseries ‘De menselijke revolutie’ en ‘De nieuwe menselijke revolutie’.

## Vrede, cultuur en educatie
Om de Verenigde Naties te steunen biedt president Ikeda elk jaar op 26 januari, de Dag van de SGI, de VN een vredesvoorstel aan waarin hij concrete voorstellen doet ter hervorming en versterking van de VN. Vele voorstellen hierin zijn door de VN aangenomen en wereldwijd in praktijk gebracht. In het handvest van de SGI staan de kernbeginselen van dit boeddhisme verwoord in een hedendaags idioom.

### Vrede
SGI-president Daisaku Ikeda is voorvechter van dialoog als middel om bruggen te slaan tussen culturen en het zoeken naar oplossingen voor mondiale problemen. Hij heeft uitvoerige dialogen gevoerd met vooraanstaande denkers en leiders op gebied van educatie, cultuur, kunst politiek en wetenschap. Zoals met de econoom J.K. Galbraith, vredesactivist Józef Rotblat, milieuactiviste Wangari Maathai, mensenrechtenactivisten zoals Adolfo Pérez Esquivel, Indonesische islamitische leider Abdurrahman Wahid, Michail Gorbatsjov, Elise Boulding en André Malraux. Meer dan 50 van Ikeda's dialogen zijn in boekvorm uitgebracht. ‘Kies het leven’, zijn dialoog met de Britse historicus Arnold Toynbee, die hij voor het eerst ontmoette in 1972, is in 28 talen uitgebracht.
Door de dialoog aan te gaan met denkers en leiders op verschillende terreinen is er een uitgebreid netwerk van betrokken individuen opgebouwd. De lekenorganisatie wordt nu in de wereld gezien als een model van actief en sociaal geëngageerd boeddhisme en als een wereldorganisatie die zich inzet voor de strijd tegen maatschappelijk lijden.

### Cultuur
De SGI is van mening dat culturele activiteiten en uitwisselingen een ideale manier zijn om banden van vriendschap tussen mensen van verschillende culturen en nationaliteiten tot stand te brengen. Culturele en muzikale evenementen dragen bij aan wederzijdse waardering voor het diverse culturele erfgoed en helpt de band van mens tot mens te versterken, wat de basis is voor een vreedzame wereld.
Ikeda richtte een aantal onafhankelijke onderzoeksinstellingen op om de visie van het koesteren van dialoog en solidariteit voor vrede te bevorderen. Deze instellingen zijn onder andere het Boston Onderzoekscentrum voor de 21e Eeuw (dat in 2009 de naam Ikeda Centrum voor Vrede, Kennis en Dialoog heeft gekregen), het Toda Instituut voor Wereldvrede en Beleidsonderzoek en het Instituut voor Oosterse Filosofie. Ook heeft hij culturele instellingen opgericht zoals het Min-On Concertgenootschap en het Tokio Fuji Museum voor Schone Kunsten. In 1991 werd het Victor Hugo Huis van de Literatuur in Bièvres, Frankrijk, opgericht ter ere van de grote Franse dichter en schrijver.

### Educatie
Het Soka-onderwijssysteem dat Daisaku Ikeda heeft opgericht omvat basisscholen en middelbare scholen, de Soka Universiteit (SUJ, Japan), het Soka Vrouwencollege; de Soka Universiteit van Amerika (SUA, Californië); en kleuterscholen in Japan, Singapore, Maleisië, Hongkong, Brazilië en Korea. Dit onderwijssysteem is gebaseerd op de kindgerichte onderwijskundige filosofie van oprichter van de Soka Gakkai Tsunesaburo Makiguchi. Het werd opgericht door Daisaku Ikeda voor het opleiden van wereldburgers die zullen bijdragen aan de samenleving en de grondslag voor vrede zullen versterken. In Japan is er Soka-onderwijs vanaf de kleuterschool tot en met de universiteit. De SUA in Aliso Viejo, Californië, biedt een programma geesteswetenschappen dat is gericht op het bestuderen van mondiale kwesties.

## Handvest
De vertegenwoordigende organisaties en leden van de Soka Gakkai Internationaal (SGI), onderschrijven het basisdoel en de levenstaak van de SGI om op basis van de filosofie en idealen van het boeddhisme van Nichiren Daishonin een bijdrage te leveren aan vrede, cultuur en educatie.
De SGI vindt:
- dat de mensheid nooit eerder in de geschiedenis in zo sterke mate getuige is geweest van de uitersten van oorlog en vrede, discriminatie en gelijkheid, armoede en overvloed als in de 20e eeuw;
- dat de ontwikkeling van een in toenemende mate geperfectioneerde militaire technologie, zoals die van kernwapens, de overleving van de menselijke soort zelf bedreigt;
- dat het bestaan van gewelddadige etnische en religieuze discriminatie een eindeloze opeenvolging van conflicten veroorzaakt;
- dat het egoïsme en de ongebreidelde hebzucht van de mensheid wereldwijd problemen veroorzaken, zoals de aantasting van het milieu en het ontstaan van een grotere economische kloof tussen ontwikkelde en onderontwikkelde gebieden, met ernstige gevolgen voor de gezamenlijke toekomst van de mensheid.

De leden van SGI geloven dat het Nichiren-boeddhisme mensen in staat stelt hun inherente wijsheid te ontwikkelen; dat het de creativiteit van de menselijke geest voedt, zodat zij de problemen en crises waarmee de mensheid op dit moment geconfronteerd wordt, te boven kunnen komen en een vreedzame en welvarende samenleving kunnen creëren.
De vertegenwoordigende organisaties en leden van de SGI, zijn vastbesloten de banier van wereldburgerschap, tolerantie en respect voor de mensenrechten, gebaseerd op de humanistische geest van het boeddhisme, hoog te houden en gaan de uitdaging aan om de mondiale vraagstukken waar de mensheid mee geconfronteerd wordt, op te lossen door middel van de dialoog en praktische inspanningen, vanuit een standvastige toewijding aan geweldloosheid.

### Doelstelling en beginselen
1. De SGI zal bijdragen tot vrede, cultuur en onderwijs voor het geluk en het welzijn van de gehele mensheid, wat op boeddhistische eerbied voor de heiligheid van het leven wordt gebaseerd.
2. De SGI, die op het ideaal van wereldburgerschap wordt gebaseerd, zal de fundamentele rechten van de mens beschermen en zal nooit iemand op welke gronden dan ook discrimineren.
3. De SGI zal de vrijheid van godsdienst en godsdienstige uitdrukking eren en beschermen.
4. De SGI zal het inzicht in het boeddhisme van Nichiren Daishonin door basisuitwisseling bevorderen, daardoor bijdragend tot individueel geluk.
5. De SGI zal zijn leden aanmoedigen om als goede burgers aan de welvaart van hun respectieve maatschappijen bij te dragen.
6. De SGI zal de autonomie van zijn constituerende organisaties overeenkomstig de regels die in elk land gelden in acht nemen.
7. De SGI, gebaseerd op de boeddhistische geest van tolerantie, zal met andere godsdiensten in dialoog gaan en met hen samenwerken aan de fundamentele kwesties voor de mensheid.
8. De SGI zal culturele diversiteit eerbiedigen en zal culturele uitwisseling bevorderen, daardoor de internationale maatschappij van wederzijdse begrip en harmonie creërend.
9. De SGI zal, gebaseerd op het boeddhistische idee van symbiose, de bescherming van natuur en omgeving bevorderen.
10. De SGI zal bijdragen aan het bevorderen van onderwijs in de zoektocht naar de waarheid door studiebeurzen beschikbaar te stellen, om zo alle mensen de mogelijkheid te geven hun eigen persoonlijkheid te vinden en een gelukkig vervuld leven te leiden.

## Organisatie
Als niet-gouvernementele organisatie (ngo), een organisatie met speciale raadgevende status bij verschillende afdelingen en agentschappen van de Verenigde Naties, speelt de SGI actief mee in wereldaangelegenheden en bouwt bruggen door middel van dialoog.
De SGI ondersteunt verschillende aan de VN gerelateerde activiteiten en staat sedert 1983 ingeschreven als een ngo van de Economische en Sociale Raad (ECOSOC). De Soka Gakkai van Japan is sinds 1981 ngo van het Hoog Commissariaat voor de Vluchtelingen (UNHCR) en neemt deel aan het VN-Ontwikkelingsprogramma.

### Vestigingen
Wereldwijd zijn er Soka Gakkai-vestigingen als centra voor cultuur en voor educatie. Het hoofdcentrum van SGI Nederland staat in Amsterdam. De hoofdcentra spelen een belangrijke rol bij landelijke of gebiedsbijeenkomsten.

### Ledenbestand
Soka Gakkai bestaat wereldwijd uit 12 miljoen leden, waarvan het grootste aandeel zich nog altijd in Japan bevindt.
Europa was het eerste continent buiten Azië waar het ledenaantal aan een opmars begon. Vooral het Verenigd Koninkrijk bleek in grote mate open te staan voor deze Boeddhistische organisatie.
De uitbreiding naar het Amerikaanse continent bleek moeilijker aangezien het christendom daar de meest fanatiek aangehangen godsdienst is. Toch is na 1960 het ledenaantal in de Verenigde Staten ook stilaan aan een groei begonnen en het ledenaantal ligt in Noord-Amerika momenteel hoger dan dat in Europa.
Zuid-Amerika is het laatste continent waar Soka Gakkai onder de bevolking vertegenwoordigd is. In Afrika en Australië zijn er wel leden maar dat aantal is zo laag dat het vergeleken met het bevolkingsaantal verwaarloosbaar is.
Ook onder internationale beroemdheden zijn aanhangers van de Soka Gakkai te vinden. Enkele van hen zijn acteur Orlando Bloom, zangeres Tina Turner, jazzpianist Herbie Hancock en saxofonist Wayne Shorter.

## Invloed op de maatschappij

### New Komeito
Soka Gakkai heeft voornamelijk in Japan een zekere invloed binnen de Japanse maatschappij. Dit is te wijten aan de politieke partij, New Komeito (vroeger Komeito), die nauw gelinkt is aan Soka Gakkai. Komeito werd oorspronkelijk opgericht als een zijtak van Soka Gakkai en viel dus ook onder hetzelfde bestuur. Aangezien dit indruist tegen de scheiding van kerk en staat, kwam het uiteindelijk tot een zo goed als gehele breuk tussen de partij en de religieuze organisatie. Het contact dat nu nog bestaat tussen de twee is volgens de wet legaal maar zorgt toch regelmatig voor een negatief beeld onder de Japanse bevolking.
Ondanks de kritische visie van een groot deel van de Japanse bevolking tegenover New Komeito en Soka Gakkai, is hun partij toch de vierde belangrijkste in Japan. Dit komt doordat er volgens de gegevens van Soka Gakkai zo’n 8,27 miljoen huishoudens lid zijn, wat neer komt op ongeveer 10 miljoen leden in Japan en deze stemmen bijna unaniem voor New Komeito. Van die 10 miljoen leden zijn er 2,5 miljoen die op regelmatige basis bijeenkomsten bijwonen en ook meer lidmaatschappen proberen te verwerven.

### Seikyo Shinbun
Soka Gakkai is ook in het bezit van een dagelijks uitgebrachte krant, de Seikyo Shinbun, die in Japan een oplage van rond de 5,5 miljoen heeft. Dit maakt van Seikyo Shinbun een van de belangrijkste kranten in Japan. Iets meer dan de helft van de inhoud van de krant is nieuws over Soka Gakkai, recente acties van de organisatie en artikels over Ikeda.
Hoewel Soka Gakkai in het buitenland 1,69 miljoen leden heeft, is de invloed van de organisatie enkel in Japan zo uitgebreid.